# Salle Espace
Pour les articles homonymes, voir Espace.
Espace est un complexe de salles de spectacles situé à Thiers dans le département du Puy-de-Dôme en région Auvergne-Rhône-Alpes.

## Histoire
L'idée d'une grande salle à Thiers remonte aux années 1970 où une salle polyvalente avait été construite au Breuil dans la ville-basse. 
À la fin des années 1980, cette salle ne suffit plus pour Thiers. Des projets se succèdent tandis que le foirail en ville-haute est remanié en parking. En 1985, la ville de Thiers (Maurice Adevah-Pœuf est alors maire) confie à Jean-Louis Godivier la construction d'un complexe de trois grandes salles de spectacle sur le site du foirail. Le thème de la construction est alors « Bateau et Modernité » d'où l'architecture contemporaine avec la présence de hublots et d'éléments maritimes, le bateau étant l'emblème de Thiers.
Lors de l'inauguration du site, les couleurs dominantes sont le jaune et le bleu, les couleurs de la ville de Thiers. Aujourd'hui, la salle a été repeinte avec des couleurs plus modernes: gris foncé, gris clair et blanc.
Le bâtiment a une surface totale de 2 800 m2 environ. La plus grande salle a une capacité totale de cinq cents personnes.

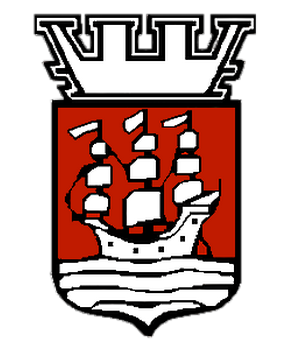
Le complexe est fortement inspiré du navire présent sur le Blason de Thiers.
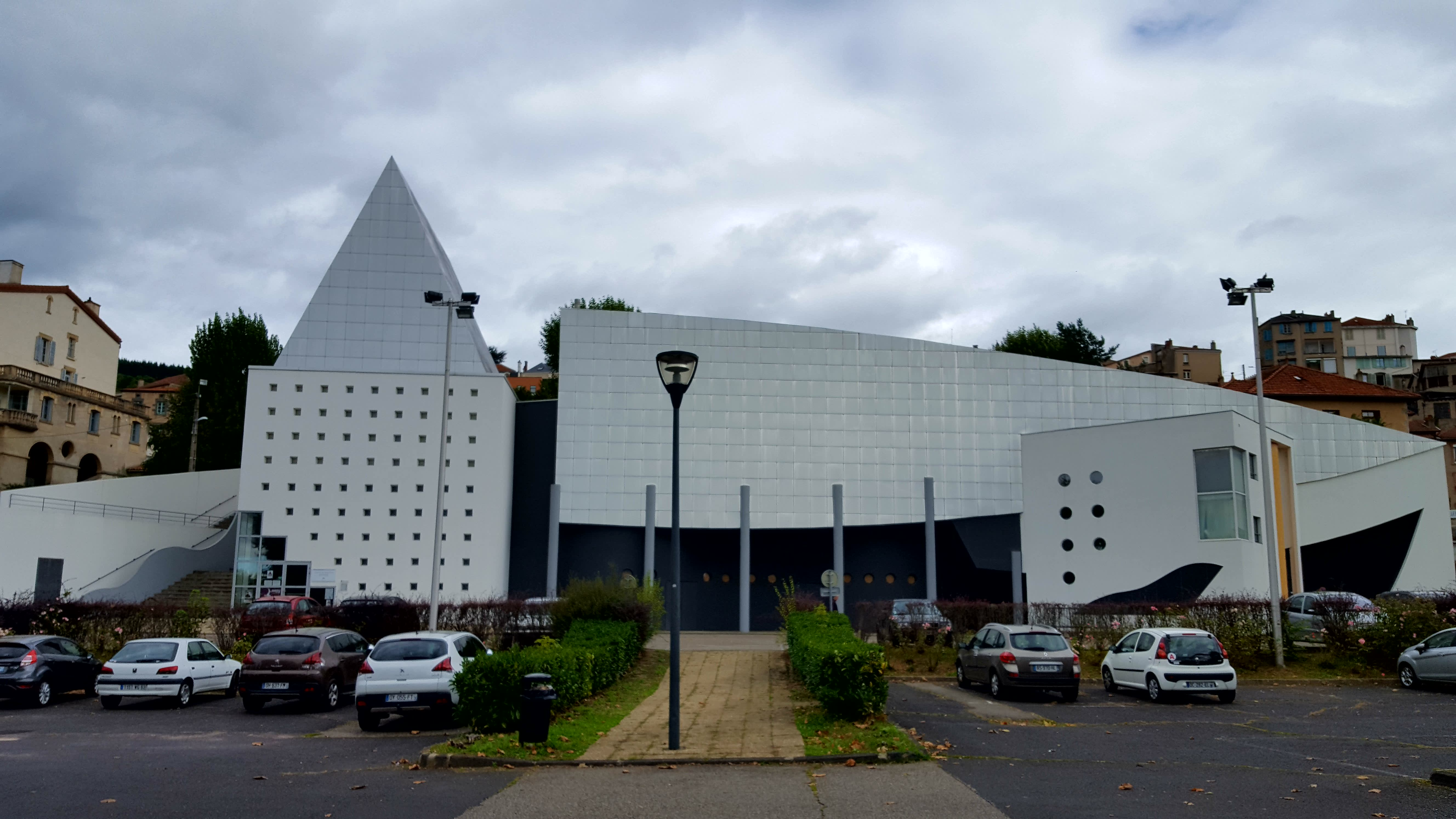
La salle prise en 2018.